# 계단식 강의실

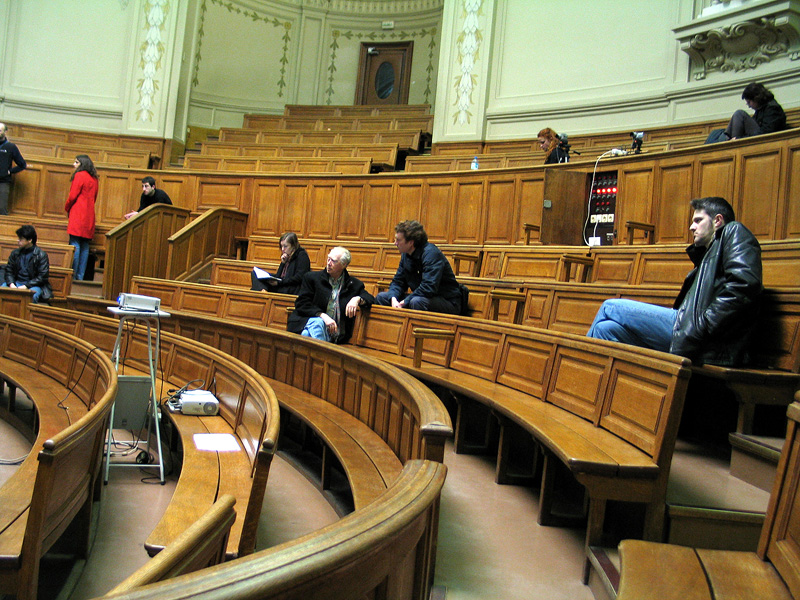
계단식 강의실

계단식 강의실(階段式講義室)은 말 그대로 계단식으로 되어있는 강의실을 말한다. 많은 대학교의 강의실이 계단식으로 되어있다.